# Mieczysław Medeński
Mieczysław Medeński (ur. 29 października 1930 w Grucznie, zm. 22 września 2013) – polski rolnik i polityk, poseł na Sejm PRL V, VI i VII kadencji.

## Życiorys
Syn Wojciecha i Bronisławy. Uzyskał wykształcenie średnie, z zawodu agrotechnik. W 1952 ukończył Technikum Rolnicze w Bydgoszczy i podjął pracę w prezydium Powiatowej Rady Narodowej w Wąbrzeźnie. Początkowo był inspektorem upowszechniania wiedzy rolniczej, a następnie kierownikiem Referatu Produkcji Roślinnej i Głównego Agronoma. W 1955 został zatrudniony w Państwowym Ośrodku Maszynowym we Frydychowie, skąd przeniósł się do Powiatowego Związku Kółek Rolniczych w Wąbrzeźnie, gdzie został kierownikiem biura. W 1958 przejął gospodarstwo rolne po rodzicach w Grucznie, ponadto w 1967 dokupił gospodarstwo rolne w Topolnie.
W latach 1949–1954 należał do Związku Młodzieży Polskiej, a potem działał w Zjednoczonym Stronnictwie Ludowym, gdzie był prezesem Gromadzkiego i Powiatowego Komitetu. Zasiadał też w Wojewódzkim Komitecie ZSL i w Naczelnym Komitecie tej partii. Był radnym Gromadzkiej Rady Narodowej w Grucznie oraz Wojewódzkiej Rady Narodowej w Bydgoszczy.
W 1969, 1972 i 1976 uzyskiwał mandat posła na Sejm PRL w okręgu Tuchola (dwukrotnie) i Bydgoszcz. W trakcie V kadencji zasiadał w Komisji Rolnictwa i Przemysłu Spożywczego, w trakcie VI w Komisji Budownictwa i Gospodarki Komunalnej, a w trakcie VII w Komisji Budownictwa i Przemysłu Materiałów Budowlanych oraz w Komisji Planu Gospodarczego, Budżetu i Finansów.

## Odznaczenia
- Srebrny Krzyż Zasługi
- Medal 30-lecia Polski Ludowej